# Историко-архитектурный музей под открытым небом
Историко-архитектурный музей под открытым небом — комплекс памятников истории и культуры Сибири в Новосибирском районе Новосибирской области (посёлок Ложок), расположенный в живописной местности в 4,5 км от Новосибирского академгородка и в 25 км от центральной части Новосибирска. Находится в подчинении Института археологии и этнографии Сибирского отделения Российской академии наук.

## Экспозиция
На территории музея площадью 46,5 га расположено несколько рекреационных зон, археологические, этнографические, архитектурные памятники, экспериментальная площадка, административный корпус, на втором этаже которого развернута экспозиция, посвященная культуре славянского населения Сибири.
Гордостью музея в зоне архитектурных памятников являются памятники федерального значения : Спасо-Зашиверская церковь с Индигирки в Якутии (дар правительства Якутии), Казымский (Юильский) острог из Среднего Приобья, ветряная мельница «на ряже» из Барабинского района Новосибирской области, изба «с вязью» из деревни Ершово Иркутской области, изба «клетью» потомков Ивана Поломошного, сослуживца Семёна Дежнёва, из села Поломошного Кемеровской области, два двухэтажных амбара, амбар-погреб, баня по-черному из Нижнеилимского района Иркутской области, нанайский промысловый амбар из-под Хабаровска, буддийский дуган (подарок Совета министров Бурятии), бурятская войлочная юрта из Агинского Бурятского округа Читинской области.
В зоне археологических памятников представлены каменные стелы и изваяния различных эпох от палеолита до средневековья. Здесь же расположен полигон с реконструкциями орудий и приспособлений для ловли животных и охоты. 
В этнографической зоне музея представлена реконструкция родового святилища манси.

## История музея

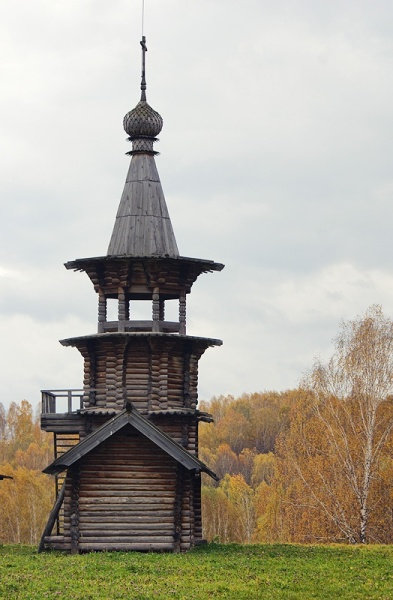
Звонница Спасо-Зашиверской церкви

Проект этого музея создан архитекторами С. Н. Баландиным и В. Пергаевым ещё в 1972 г. Сам Баландин принимал участие в научной экспедиции в Якутию в 1969 г. под руководством академика А. П. Окладникова. Город Зашиверск расположен на правом берегу реки Индигирки. В конце большого полуострова, вокруг которого бурным потоком несется Индигирка, на ровной зелёной поляне стояла старинная Спасская церковь. Она и стала основным объектом изучения для сотрудников экспедиционного отряда. Были сделаны обмеры, зарисовки, проведены детальные обследования этого архитектурного и исторического памятника, построенного в начале XVIII века.  Архитекторы пришли к выводу, что церковь является уникальным памятником русского деревянного зодчества конца XVII века Среди памятников этого рода, сохранившихся от того отдаленного времени, одни незначительны по своим размерам и художественным достоинствам, другие же подвергались поздним реставрациям и изменениям. Спасская шатровая церковь города Зашиверска сохранилась в том виде, в каком она была построена мастерами XVII века. Для дальнейшего её сохранения было принято решение о переносе этого уникального памятника, последнего образца русского деревянного зодчества в Академгородок на место, специально отведенное для устройства музея под открытым небом. Впоследствии ансамбль дополнился и другими деревянными постройками Зашиверского острога.
Музей, по замыслу, должен был включать четыре зоны: археология Сибири, коренных народов края, Северного городка (Зашиверский и Казымский комплексы) и сибирской деревни. Но из 15 памятников деревянного зодчества реальную реставрационно-восстановительную работу удалось провести только на 8 объектах, центральным из которых стала Спасо-Зашиверская церковь с колокольней. Вместе с Казымским (Юильским) острогом с Нижней Оби (начало XVIII века), усадьбой старожилов Восточной Сибири (XIX века), перемещёнными сюда древними каменными изваяниями и наскальными рисунками они и составляют сегодня комплекс историко-архитектурного музея под открытым небом.